# Gaetano Amadeo
Gaetano Amadeo (Porto Maurizio, 1824 – Nizza, 1893) è stato un compositore e organista italiano.
La sua biografia è presente in dizionari biografici, come quelli di Schmidl e Treccani in Italia e nei necrologi di elogio in alcune riviste francesi, italiane e tedesche, ma è stato dimenticato. La maggior parte della sua carriera si è svolse a Marsiglia, dove visse per 27 anni e fondò una scuola per la composizione di canzoni, un'impresa eccezionale per quei tempi.

## Biografia
Studiò composizione a Lucca con Giovanni Pacini e, dopo il 1841, a Bologna con Rossini, che lo stimava molto. Fu cooptato nella famosa Accademia Filarmonica di Bologna nel 1843.
Seguendo il consiglio di Rossini, si stabilì a Marsiglia dove divenne organista della chiesa di San Giuseppe, il 1º giugno 1848, subito dopo l'inaugurazione dell'organo di Joseph Callinet. Mantenne questo incarico fino al luglio 1861, di conseguenza, non conobbe l'organo di Aristide Cavaillé-Coll (1868). Nel 1852 divenne maestro del coro della cattedrale. Fece conoscere al costruttore di organi pavese L. Lingiardi i metodi di costruzione degli organi francesi.
Intorno al 1875 lasciò Marsiglia per una ragione sconosciuta - forse sentimentale - e si stabilì a Cannes. Ritornò a Genova e a Porto Maurizio nel 1883 e nel 1884, da dove scrisse a P.C. Remondini, il famoso riformatore di musica sacra di cui condivideva le idee.
In una data sconosciuta tornò in Francia. Si trovava a Cannes nel 1887 come organista di una chiesa di periferia. Trascorse i suoi ultimi anni a Nizza. Non aveva parenti stretti e lasciò in eredità la sua biblioteca e gli spartiti delle sue opere ad una persona sconosciuta, che scrisse un catalogo e cercò di venderli. La maggior parte dei documenti è stata poi donata al Conservatorio di Nizza.